# Trudelj
Trudelj (cyr. Трудељ) – wieś w Serbii, w okręgu morawickim, w gminie Gornji Milanovac. W 2011 roku liczyła 336 mieszkańców.